# Stora Gransjön (Godegårds socken, Östergötland)
Stora Gransjön är en sjö i Motala kommun i Östergötland och ingår i Motala ströms huvudavrinningsområde.